# Akshay Kumar

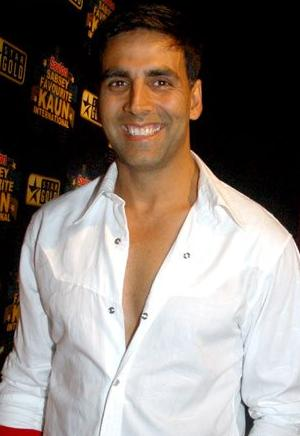
Akshay Kumar (2012)

Akshay Kumar (Hindi: अक्षय कुमार, Akṣay Kumār, bürgerlich Rajiv Hari Om Bhatia) (* 9. September 1967 in Indien) ist ein kanadischer Schauspieler, der in Bollywood arbeitet.

## Leben
Kumar arbeitete als Kellner in Bangkok, bevor er begann Filme zu drehen. Er lernte Kampfsport in Hongkong.
Deedar war Akkis eigentlicher Debütfilm. Durch einige Verzögerungen schaffte es allerdings Saugandh als erster auf die Leinwand. Die meisten seiner Filme sind Actionfilme, jedoch spielte er auch die Rolle des netten Verlobten von Madhuri Dixit in Dil To Pagal Hai und den Sohn von Amitabh Bachchan in Tief im Herzen.
Kumar ist verheiratet mit Twinkle Khanna, mit der er zuvor schon zweimal verlobt war. Sie ist die Tochter des indischen Schauspielers Rajesh Khanna und der Schauspielerin Dimple Kapadia.

## Filmografie
- 1987: Aaj (Kurzauftritt)
- 1991: Saugandh
- 1991: Dancer
- 1992: Mr. Bond
- 1992: Khiladi
- 1992: Deedar
- 1993: Ashaant
- 1993: Dil Ki Baazi
- 1993: Kayda Kanoon
- 1993: Waqt Hamara Hai
- 1993: Sainik
- 1994: Elaan
- 1994: Yeh Dillagi
- 1994: Jai Kishen
- 1994: Mohra
- 1994: Main Khiladi Tu Anari
- 1994: Ikke Pe Ikka
- 1994: Amaanat
- 1994: Suhaag
- 1994: Nazar Ke Samne
- 1994: Zakhmi Dil
- 1994: Zaalim
- 1994: Hum Hain Bemisal
- 1995: Paandav
- 1995: Maidan-E-Jung
- 1995: Sabse Bada Khiladi
- 1996: Tu Chor Main Sipahi
- 1996: Khiladiyon Ka Khiladi
- 1996: Sapoot
- 1997: Lahoo Ke Do Rang
- 1997: Insaaf – The Final Justice
- 1997: Daava
- 1997: Tarazu
- 1997: Mr. & Mrs. Khiladi
- 1997: Dil To Pagal Hai – Mein Herz spielt verrückt
- 1997: Aflatoon
- 1998: Keemat: They Are Back
- 1998: Angaaray
- 1998: Barood
- 1999: Aarzoo
- 1999: International Khiladi
- 1999: Zulmi
- 1999: Sangharsh
- 1999: Jaanwar
- 2000: Hera Pheri
- 2000: Dhadkan
- 2000: Khiladi 420
- 2001: Ek Rishtaa: The Bond of Love
- 2001: Ajnabee
- 2001: Haan Maine Bhi Pyaar Kiya
- 2002: Aankhen
- 2002: Awara Paagal Deewana
- 2002: Jaani Dushman: Ek Anokhi Kahani
- 2003: Talaash: The Hunt Begins…
- 2003: Andaaz
- 2004: Ghar Grihasti (Gastauftritt)
- 2004: Khakee
- 2004: Police Force: An Inside Story
- 2004: Aan: Men at Work
- 2004: Meri Biwi Ka Jawaab Nahin
- 2004: Zwei Herzen für Rani (Mujhse Shaadi Karogi)
- 2004: Hatya: The Murder
- 2004: Aitraaz
- 2004: Ab Tumhare Hawale Watan Saathiyo
- 2005: Insan
- 2005: Bewafaa – Untreu (Bewafaa)
- 2005: Tief im Herzen
- 2005: Mere Jeevan Saathi
- 2005: Garam Masala
- 2005: Deewane Huye Paagal
- 2005: Dosti: Friends Forever
- 2006: Bhagam Bhag
- 2006: Family
- 2006: Humko Deewana Kar Gaye – Liebe überwindet alle Grenzen (Humko Deewana Kar Gaye)
- 2006: Phir Hera Pheri
- 2006: Jaan-E-Mann
- 2007: Om Shanti Om (Gastauftritt)
- 2007: Namastey London
- 2007: Heyy Babyy
- 2007: Bhool Bhulayia
- 2007: Welcome
- 2008: Jumbo
- 2008: Singh Is Kinng
- 2008: Tashan
- 2009: Kung Fu Curry – Von Chandni Chowk nach China (Chandni Chowk to China)
- 2009: 8x10 Tasveer
- 2009: Kambakkht Ishq – Drum prüfe wer sich ewig bindet
- 2009: Blue
- 2009: De Dana Dan
- 2010: Housefull
- 2010: Khatta Meetha
- 2010: Action Replayy
- 2010: Tees Maar Khan
- 2011: Patiala House
- 2011: Thank you
- 2011: Desi Boyz
- 2012: Housefull 2
- 2012: Rowdy Rathore
- 2012: Oh My God – OMG!
- 2012: Khiladi 786
- 2013: Bombay Talkies (Gastauftritt)
- 2013: Special 26
- 2013: Once Upon Ay Time in Mumbai Dobaara!
- 2013: Boss
- 2014: Holiday: A Soldier Is Never Off Duty
- 2014: Fugly
- 2014: Entertainment
- 2014: The Shaukeens
- 2015: Baby
- 2015: Gabbar Is Back
- 2015: Brothers
- 2015: Singh is Bliing
- 2016: Housefull 3
- 2016: Airlift
- 2016: Rustom
- 2017: Jolly LLB 2
- 2017: Naam Shabana
- 2017: Toilet – Ek Prem Katha

## Filmografie als Produzent
- 2008: Singh Is Kinng
- 2010: Khatta Meetha
- 2010: Action Replayy
- 2010: Tees Maar Khan
- 2011: Patiala House
- 2011: Thank You
- 2011: Breakaway
- 2012: OMG – Oh My God!
- 2012: Khiladi 786
- 2013: Bhaji in Problem
- 2013: Boss
- 2013: 72 Miles – Ek Pravas
- 2014: Anntar
- 2014: Fugly
- 2014: The Shaukeens